# Europäische Badminton-Hochschulmeisterschaft 2009
Die Europäische Badminton-Hochschulmeisterschaft 2009 fand vom 20. bis zum 24. Juni 2009 in Genf statt. Es war die sechste Austragung der Titelkämpfe.

## Sieger und Platzierte
| Disziplin    | Gold                                                                    | Silber                                                                    | Bronze                                                               |
| ------------ | ----------------------------------------------------------------------- | ------------------------------------------------------------------------- | -------------------------------------------------------------------- |
| Herreneinzel | Przemysław Wacha Akademia Humanistyczno-Ekonomiczna Łódź                | Dmytro Zavadsky Universität Charkiw                                       | Rafał Hawel Akademia Humanistyczno-Ekonomiczna Łódź                  |
| Herreneinzel | Przemysław Wacha Akademia Humanistyczno-Ekonomiczna Łódź                | Dmytro Zavadsky Universität Charkiw                                       | Lukas Schmidt WG Saarbrücken                                         |
| Dameneinzel  | Olga Konon Akademia Humanistyczno-Ekonomiczna Łódź                      | Mariya Diptan Universität Charkiw                                         | Öznur Çalışkan Bursa Uludağ Üniversitesi                             |
| Dameneinzel  | Olga Konon Akademia Humanistyczno-Ekonomiczna Łódź                      | Mariya Diptan Universität Charkiw                                         | Sabrina Jaquet EHSM Magglingen                                       |
| Herrendoppel | Oliver Roth Peter Käsbauer WG Saarbrücken                               | Łukasz Moreń Michał Rogalski Akademia Humanistyczno-Ekonomiczna Łódź      | Rafał Hawel Przemysław Wacha Akademia Humanistyczno-Ekonomiczna Łódź |
| Herrendoppel | Oliver Roth Peter Käsbauer WG Saarbrücken                               | Łukasz Moreń Michał Rogalski Akademia Humanistyczno-Ekonomiczna Łódź      | Maurice Niesner Till Zander WG Hamburg                               |
| Damendoppel  | Olga Konon Agnieszka Wojtkowska Akademia Humanistyczno-Ekonomiczna Łódź | Małgorzata Kurdelska Natalia Pocztowiak Universität Breslau               | Justine Ling Ava Monney Universität Genf                             |
| Damendoppel  | Olga Konon Agnieszka Wojtkowska Akademia Humanistyczno-Ekonomiczna Łódź | Małgorzata Kurdelska Natalia Pocztowiak Universität Breslau               | Caroline Smith Jenny Day Loughborough University                     |
| Mixed        | Tom Armstrong Jenny Day Loughborough University                         | Łukasz Moreń Agnieszka Wojtkowska Akademia Humanistyczno-Ekonomiczna Łódź | Georgiy Natarov Anna Kobceva Universität Charkiw                     |
| Mixed        | Tom Armstrong Jenny Day Loughborough University                         | Łukasz Moreń Agnieszka Wojtkowska Akademia Humanistyczno-Ekonomiczna Łódź | Christopher Hotchen Sarah Boyce University of Bath                   |
| Team         | Akademia Humanistyczno-Ekonomiczna Łódź                                 | Loughborough University                                                   | WG Hamburg                                                           |
| Team         | Akademia Humanistyczno-Ekonomiczna Łódź                                 | Loughborough University                                                   | Universität Charkiw                                                  |